# Хидрополис
Хидрополис је подводни хотел близу Дубаија који се тренутно налази у фази изградње. Свечано отварање је планирано за децембар 2006. па померено за децембар 2007. Међутим, од фебруара 2008, отварање Хидрополиса је померено, због трошкова и забринутости у вези утицаја овог пројекта на морски живот. Отварање се очекује 2009.
Хидрополис представља хотелски комплекс који се састоји из три дела: копнене станице, подземног тунела и подводног комплекса.